# Liste der Naturdenkmale in Leimen (Pfalz)
Die Liste der Naturdenkmale in Leimen nennt die im Gemeindegebiet von Leimen ausgewiesenen Naturdenkmale (Stand 23. Mai 2024).

## Naturdenkmale
| Nr.         | Bezeichnung     | Lage                                                | Beschreibung                 | Bild                                    |
| ----------- | --------------- | --------------------------------------------------- | ---------------------------- | --------------------------------------- |
| ND-7340-255 | Geisenschlupf   | südlich des Ortes am Kippkopf Lage                  | Buntsandsteinfelsenkuppe     | Direkt Bild zu diesem Denkmal hochladen |
| ND-7340-257 | Hoher Fels      | westlich des Ortes am Schmalen Kopf Lage            | Buntsandsteinfelsen          | Direkt Bild zu diesem Denkmal hochladen |
| ND-7340-317 | Christelbrunnen | östlich des Ortes und südlich des Christelecks Lage | gefasste Quelle der Merzalbe | Direkt Bild zu diesem Denkmal hochladen |